# La Cure (nouvelle)
Ne doit pas être confondu avec The Cure ou La Cure.
La Cure est une nouvelle de science-fiction d’Henry Kuttner et Catherine Lucille Moore.

## Publications

### Publications aux États-Unis
La nouvelle a notamment été publiée sous le titre The Cure dans Astounding Science Fiction no 186 en mai 1946, sous le pseudonyme de Lewis Padgett.
Elle a été aussi publiée dans Two-Handed Engine : The Selected Stories of Henry Kuttner and C. L. Moore, anthologie des meilleures nouvelles écrites et publiées par Henry Kuttner et Catherine Lucille Moore (2005, réédition en 2006).

### Publications en France
La nouvelle a notamment été publiée en langue française à quatre reprises dans l'anthologie Histoires de voyages dans le temps en 1975 (rééditions en 1976, en 1978 et en 1985).

## Résumé
Revenant de vacances en Floride, Fred Dawson a un problème d'ordre psychologique : parfois, sans le vouloir, il a la pénible sensation d'être étouffé contre une vitre qui sent une odeur de… mouches grillées.  Il ne comprend pas d'où lui viennent ces sensations qui arrivent soudainement, et qui s'imposent à lui comme une réalité. Or quand il ressent ces sensations, il est parfaitement à l'éveil et n'a pas vu de vitre ni de mouches auparavant, ni fait, écouté ou agi de manière à avoir ces sensations.
Tout ceci étant bizarre, il en parle à son ami Carruthers, qui lui conseille d'aller consulter un psychiatre.
C'est ce que fait Dawson, qui va consulter Hendricks, psychiatre exerçant non loin de son bureau new-yorkais ; il se trouve qu'Hendricks et lui étaient amis d'enfance mais que la vie les avait éloignés l'un de l'autre.
Dawson engage la thérapie avec le Dr Hendricks. Ce dernier lui suggère certains exercices très simples, par exemple essayer de bouger les mains quand il ressent cette sensation d'étouffement, ainsi que de pousser la vitre que Dawson ressent contre son visage.
À plusieurs reprises, Dawson pratique les exercices suggérés ; tout à coup il retrouve sa mémoire : dans un futur lointain, peut-être dans 1 000 ans, des hommes, pour échapper à la pression politique, économique, sociale ou psychologique qui s'abat sur eux, vont dans le Vorkyl, sorte de cabine de biostase qui permet d'envoyer dans le temps l'esprit d'une personne. Passer 6 mois dans le Vorkyl en l'an 3000, c'est vivre l'équivalent d'une vie de 40-50 ans dans le passé, et le voyage dans le temps de l'esprit humain reste une thérapie efficace et exotique.
Alors, en guise de cure, Dawson fut envoyé au XXe siècle, époque reculée et rétrograde. Ses souvenirs de son époque d'origine ont été effacés et une nouvelle vie l'attendait au XXe siècle, qui commença dans un orphelinat…
En ressentant une vitre près de lui sentant les mouches grillées, Dawson venait de connaître les prémices du… réveil !
Il sort de la cabine de biostase et examine les alentours. Où sont les médecins ? Tout le monde a disparu : les rues de la cité sont vides et saccagées et il est seul. Que faire ?
Il rentre dans le Vorkyl et remet en marche la machine ; il est de nouveau replongé en sommeil artificiel et de nouveau envoyé au XXe siècle.
La nouvelle se termine sur une remarque de son psychiatre, Hendricks :
« Il s'agit en somme de découvrir la thérapie appropriée, insista le pantin. »